# Amos Arthur Heller
Amos Arthur Heller (Estados Unidos, 1867; Estados Unidos, 1944) fue un naturalista estadounidense.

## Biografía
Arthur Heller recolector de especímenes vegetales, recolectó numerosas nuevas especies y publicó sus descripciones en su propio periódico "Muhlenbergia" durante el periodo de entreguerras y la gran depresión. Arthur Heller prestó una gran atención al género Lupinus de la familia Fabaceae, del que hizo casi una monografía.
Las primeras colecciones de especímenes, que hizo antes de 1896 se encuentran repartidas en los Herbarios del "Field Museum of Natural History", "Franklin and Marshall College" y en el Jardín Botánico de Nueva York. Sus colecciones procedentes de Hawái de 1895 a 1896 están en la Universidad de Minnesota y en el "Bernice Bishop Museum". Sus colecciones de Puerto Rico de 1898 a 1899 están en Nueva York.
Heller con la ayuda de su mujer Gertrude Halbach entre 1895 y 1913 recopilaron un Herbario personal de unos 10,000 especímenes que se encuentra actualmente en el Brooklyn Botanic Garden. La mayoría de los especímenes de la colección proceden del este de California y del oeste de Nevada, donde recolectaron intensivamente entre 1900 y 1913
Heller tenía buenas relaciones con otros recolectores de la zona oeste de Estados Unidos, trabajó con Patrick Beveridge Kennedy en el "Nevada Agricultural Experiment Station" de 1908 a 1913, y los dos a veces recolectaban juntos. También mantenía correspondencia por carta con otros autores de los que publicó escritos en su periódico, tales como: S.B.Parish, T.D.A.Cockerell, G.Osterhout, y otros. Arthur Heller intercambió especímenes con todos ellos, con lo que engrosó su Herbario personal.
Algunas de las especies que describió Arthur Heller por primera vez :
- Castilleja tenuis (A.Heller) T.I.Chuang & Heckard
- Daphnopsis hellerana A.Heller (1900) (endemismo de Puerto Rico de la familia Thymeleaceae).
- Geranium texanum (Trel.) A.Heller
- Hydrophyllum teneuipes A.Heller
- Kalmia microphylla (Hook.) A.Heller

## Obras
- "Observations on the ferns and flowering plants of the Hawaiian Islands" A.A.Heller, Minnesota Botanical Studies. 1897
- "Catalogue of North American plants North of Mexico, exclusive of the lower Cryptogams" Amos Arthur Heller. 1898
- Muhlenbergia Periódico editado por Amos Arthur Heller para dar a conocer trabajos y novedades relacionadas con la Botánica.

- La abreviatura «A.Heller» se emplea para indicar a Amos Arthur Heller como autoridad en la descripción y clasificación científica de los vegetales.[3]